# Jan Szlubicz Załęski
Jan Szlubicz Załęski herbu Prus I – sędzia włodzimierski w latach 1618-1637, podstarości łucki.
Deputat na Trybunał Główny Koronny z województwa wołyńskiego w 1606, 1624, 1629 roku.